# 야마구치정
야마구치정(山口町)은 야마구치현 요시키군에 설치된 정이다. 야마구치현의 현청 소재지였다 .정역은 현재 야마구치시의 시청 소재지이며, 야마구치선 야마구치역 주변에 해당한다. 야마구치정은 1929년, 1944년, 2005년 세 차례에 걸쳐 신설 합병에 의해 야마구치정으로 성립하여 1929년 4월 10일에 소멸하였다.

## 역사
자세한 사항은 야마구치시를 참고하라
- 1889년 4월 1일 - 정촌제 시행에 의해 주변의 정을 합병해 요시키군 야마구치정이 성립하였다.
- 1905년 4월 1일 - 가미우노레이촌과 합병해 새로운 야마구치정이 성립하였다. (신설)
- 1915년 7월 1일 - 시모우노레이촌과 합병해 새로운 야마구치정이 성립하였다. (신설)
- 1929년 4월 10일 - 요시키촌과 합병해 야마구시치가 성립하여, 동일 야마구치정은 폐지되었다.

## 교통

### 철도
- 철도성
  - 야마구치 선
- 대일본 궤도
  - 야마구치 지사

상기 2개 노선은 동시에 존재하지 않았다. 구 정역에 소재하는 야마구치선 가미야마구치역은 미개업 상태였다.

## 참고문헌
- 「角川日本地名大辞典」編纂委員会編『角川日本地名大辞典 35 山口県』角川書店、1988年。